# Banksiamyces maccannii
Banksiamyces maccannii är en svampart som beskrevs av G.W. Beaton 1984. Banksiamyces maccannii ingår i släktet Banksiamyces och familjen Helotiaceae.   Inga underarter finns listade i Catalogue of Life.